# Erich Hänel
Erich Hänel (Chemnitz, 31 ottobre 1915 – 20 marzo 2003) è stato un calciatore tedesco, di ruolo attaccante.